# Simon Bisley
Simon Bisley es un dibujante y colorista inglés nacido el 4 de marzo de 1962. 

## Su trabajo
Es muy conocido por su trabajo en el cómic Lobo con los guionistas Keith Giffen y Alan Grant, después de la cual desapareció resurgiendo en contadas pero recordables ocasiones. Otros trabajos han sido los de ABC Warriors y Sláine. También dibujó varios cómics como Batman o Judge Dredd. Ha colaborado en portadas de Doom Patrol y contribuido en la revista Heavy metal desde 2007, además de realizar un libro con ilustraciones sobre La Biblia.

## Influencias
Su estilo esta fuertemente influido por Frank Frazetta, Gustav Klimt, Salvador Dalí, Richard Corben, Bill Sienkiewicz, y Egon Schiele. También ha encontrado inspiración en portadas de discos, grafitis y autores clásicos.